# ستيفن كولمان
ستيفن كولمان (بالإنجليزية: Stephen Coleman)‏ هو ملحن أمريكي، ولد في 29 يناير 1973.

## وصلات خارجية
- ستيفن كولمان على موقع IMDb (الإنجليزية)
- ستيفن كولمان على موقع ميوزك برينز (الإنجليزية)
- ستيفن كولمان على موقع ديسكوغز (الإنجليزية)
- ستيفن كولمان على موقع قاعدة بيانات الفيلم (الإنجليزية)